# ヴィタリー・ノビコフ
ヴィタリー・ノビコフ（ロシア語: Виталий Новиков、1979年1月13日 - ）は、ロシア、モスクワ出身の男子フィギュアスケート・アイスダンス選手。2003年ネーベルホルン杯優勝。パートナーはスヴェトラーナ・クリコワ、アナスタシア・グレベンキナなど。

## 経歴
モスクワに生まれ、4歳のころにスケートを始めた。エカテリーナ・グヴォズディコワらとのカップルを経て、アナスタシア・グレベンキナとカップルを結成し、2000-2001年シーズンからISUグランプリシリーズのスケートアメリカに出場したものの9位に終わる。
2003年にスヴェトラーナ・クリコワと新たにカップルを結成し、ネーベルホルン杯で優勝。ロシア選手権でも表彰台に上り、世界選手権および欧州選手権にも出場を果たしたが、2004-2005年シーズン終了後に解散し、新たにオルガ・オルロワとカップルを結成した。
トリノオリンピックを控えた2005-2006年シーズン、オルガ・オルロワとともにロシア杯に出場して6位、ロシア選手権でも5位に終わる。のちにカップルは解散し、引退。

## 主な戦績
- 2004-05までスヴェトラーナ・クリコワとのカップル。
- 2005-06はオルガ・オルロワとのカップル。

| 大会/年            | 2003-04 | 2004-05 | 2005-06 |
| ------------------ | ------- | ------- | ------- |
| 世界選手権         | 13      | 14      |         |
| 欧州選手権         | 8       | 7       |         |
| ロシア選手権       | 3       | 2       | 5       |
| GPロシア杯         | 7       |         | 6       |
| GPスケートアメリカ |         | 4       |         |
| GPNHK杯            |         | 5       |         |
| GPエリック杯       | 5       |         |         |
| ネーベルホルン杯   | 1       |         |         |

### 詳細
| 2005-2006 シーズン  |                                                        |         |         |         |          |
| 開催日              | 大会名                                                 | CD      | OD      | FD      | 結果     |
| 2005年11月24日-27日 | ISUグランプリシリーズ ロシア杯（サンクトペテルブルク） | 8 25.05 | 6 46.54 | 6 77.19 | 6 148.78 |

| 2004-2005 シーズン  |                                                        |          |          |          |           |
| 開催日              | 大会名                                                 | CD       | OD       | FD       | 結果      |
| 2005年3月14日-20日  | 2005年世界フィギュアスケート選手権（モスクワ）         | 13 31.21 | 14 48.72 | 14 86.58 | 14 166.51 |
| 2005年1月25日-30日  | 2005年ヨーロッパフィギュアスケート選手権（トリノ）     | 10 32.53 | 8 49.29  | 7 87.28  | 7 169.1   |
| 2004年11月4日-7日   | ISUグランプリシリーズ NHK杯（名古屋）                  | 5 30.61  | 5 48.13  | 6 81.09  | 5 159.83  |
| 2004年10月21日-24日 | ISUグランプリシリーズ スケートアメリカ（ピッツバーグ） | 4 33.89  | 4 50.65  | 4 88.89  | 4 173.43  |

| 2003-2004 シーズン  |                                                        |         |         |         |          |
| 開催日              | 大会名                                                 | CD      | OD      | FD      | 結果     |
| 2004年3月22日-28日  | 2004年世界フィギュアスケート選手権（ドルトムント）     | 9       | 13      | 13      | 13       |
| 2004年2月2日-8日    | 2004年ヨーロッパフィギュアスケート選手権（ブダペスト） | 10      | 8       | 8       | 8        |
| 2003年11月20日-23日 | ISUグランプリシリーズ ロシア杯（モスクワ）             | 7 32.24 | 7 47.25 | 6 84.81 | 7 164.30 |
| 2003年11月14日-16日 | ISUグランプリシリーズ ラリック杯（パリ）               | 5 30.91 | 5 51.11 | 5 89.74 | 5 171.76 |
| 2003年9月3日-6日    | 2003年ネーベルホルン杯（オーベルストドルフ）           | 5 28.68 | 1 45.74 | 1 84.46 | 1 158.88 |